# Rudolf Smend
Rudolf Smend (n. 5 noiembrie 1851, Lengerich, Regatul Prusiei, Imperiul German – d. 27 decembrie 1913, Ballenstedt, Zona de ocupație sovietică, Germania) a fost un teolog german. El este fratele mai mare al teologului Julius Smend (1857-1930) și tatăl lui Carl Friedrich Rudolf Smend (1882-1975), o autoritate în dreptul constituțional și dreptul ecleziastic.

## Biografie
A studiat teologia la universitățile din Göttingen, Berlin și Bonn, obținând doctoratul în 1874, cu o dizertație despre poezia arabă. În 1880 a devenit profesor asociat de Vechiul Testament la Universitatea din Basel, unde la scurt timp după aceea a obținut titlul de profesor universitar.
În 1889 s-a întors la Universitatea din Göttingen ca profesor de științe biblice și limbi semitice. La Göttingen el s-a reîntâlnit cu fostul său profesor Julius Wellhausen (1844-1918), care a fost o influență majoră în cariera sa profesională. Smend este în mare măsură amintit pentru examinare critică a Vechiului Testament, în special pentru cercetarea textelor Hexateuhului. În 1907, împreună cu Alfred Rahlfs (1865-1935), el a creat Septuaginta-Unternehmen (Septuaginta Venture), în cadrul Societății Științifice de la Göttingen.
Smend a murit în Ballenstedt.

## Publicații (selecție)
- Der Prophet Ezechiel (Profetul Ezechiel), 1880
- Lehrbuch der alttestamentlichen Religionsgeschichte (Manual de istorie religioasă a Vechiului Testament), 1899
- Die Weisheit des Jesus Sirach (Înțelepciunea lui Isus Sirach) cu un glosar ebraic, 1906
- Die Erzählung des Hexateuch auf ihre Quellen untersucht (Textul Hexateuhului examinat pe baza surselor), 1912